# Нейромедиатор
Нейромедиа́торы (нейротрансмиттеры, посредники, «медиаторы») — биологически активные химические вещества, посредством которых осуществляется передача электрохимического импульса от нервной клетки через синаптическое пространство между нейронами, а также, например, от нейронов к мышечной ткани или железистым клеткам. Нервный импульс, поступающий в пресинаптическое окончание, вызывает освобождение в синаптическую щель медиатора. Молекулы медиаторов реагируют со специфическими рецепторными белками клеточной мембраны, инициируя цепь биохимических реакций, вызывающих изменение трансмембранного тока ионов, что приводит к деполяризации мембраны и возникновению потенциала действия.

## Классификация
Традиционно нейромедиаторы относят к трём группам: аминокислоты, пептиды, моноамины (в том числе катехоламины).

### Аминокислоты
- Гамма-аминомасляная кислота (ГАМК) — важнейший тормозной нейромедиатор центральной нервной системы человека и млекопитающих.
- Глицин — как нейромедиаторная аминокислота, проявляет двоякое действие. Глициновые рецепторы имеются во многих участках головного мозга и спинного мозга. Связываясь с рецепторами, глицин вызывает «тормозящее» воздействие на нейроны, уменьшает выделение из нейронов «возбуждающих» аминокислот, таких как глутамат, и повышает выделение ГАМК. Также глицин связывается со специфическими участками NMDA-рецепторов и, таким образом, способствует передаче сигнала от возбуждающих нейротрансмиттеров глутамата и аспартата. В спинном мозге глицин приводит к торможению мотонейронов, что позволяет использовать глицин в неврологической практике для устранения повышенного мышечного тонуса.
- Глутаминовая кислота (глутамат) — наиболее распространённый возбуждающий нейротрансмиттер в нервной системе позвоночных, в нейронах мозжечка и спинного мозга.
- Аспарагиновая кислота (аспарагинат) — возбуждающий нейромедиатор в нейронах коры головного мозга.

### Катехоламины
- Норадреналин — считается одним из важнейших «медиаторов бодрствования». Норадренергические проекции участвуют в восходящей ретикулярной активирующей системе. Является медиатором как голубого пятна (лат. locus coeruleus) ствола мозга, так и окончаний симпатической нервной системы. Количество норадренергических нейронов в ЦНС невелико (несколько тысяч), но у них весьма широкое поле иннервации в головном мозге.
- Дофамин — является одним из химических факторов внутреннего подкрепления и служит важной частью «системы поощрения» мозга, поскольку вызывает чувства удовольствия и предвкушения (или ожидания) удовольствия (или удовлетворения), чем влияет на процессы мотивации и обучения.

### Другие моноамины
- Серотонин — играет роль нейромедиатора в ЦНС. Серотонинергические нейроны группируются в стволе мозга: в варолиевом мосту и ядрах шва. От моста идут нисходящие проекции в спинной мозг, нейроны ядер шва дают восходящие проекции к мозжечку, лимбической системе, базальным ганглиям, коре. При этом нейроны дорсального и медиального ядер шва дают аксоны, различающиеся морфологически, электрофизиологически, мишенями иннервации и чувствительностью к некоторым агентам, например, метамфетамину.
- Гистамин — некоторые количества гистамина содержатся в ЦНС, где, как предполагают, он играет роль нейромедиатора (или нейромодулятора). Не исключено, что седативное действие некоторых липофильных антагонистов гистамина (проникающих через гематоэнцефалический барьер противогистаминных препаратов, например, димедрола) связано с их блокирующим влиянием на центральные гистаминовые рецепторы.

### Другие представители
- Ацетилхолин — осуществляет нервно-мышечную передачу, а также основной нейромедиатор в парасимпатической нервной системе, единственное среди нейромедиаторов производное холина[1][2].
- Анандамид — является нейротрансмиттером и нейрорегулятором, который играет роль в механизмах происхождения боли, депрессии, аппетита, проблем с памятью, ухудшение репродуктивных функций. Он также повышает устойчивость сердца к аритмогенному действию ишемии и реперфузии.
- 2-Арахидоноилглицерин (2-AG) — каннабиноидный нейротрансмиттер, участвует в процессах контроля моторной функции, болевой чувствительности, температуры тела и памяти
- АТФ (Аденозинтрифосфат) — роль как нейромедиатора не ясна.
- Вазоактивный интестинальный пептид (VIP) — роль как нейромедиатора не ясна.
- Таурин — играет роль нейромедиаторной аминокислоты, тормозящей синаптическую передачу, обладает противосудорожной активностью, оказывает также кардиотропное действие.
- Триптамин — предполагается, что триптамин играет роль нейромедиатора и нейротрансмиттера в головном мозге млекопитающих.
- Эндоканнабиноиды — в роли межклеточных сигнализаторов они похожи на известные трансмиттеры моноамины, такие как ацетилхолин и дофамин, эндоканнабиноиды отличаются во многих отношениях от них — например, они используют ретроградную сигнализацию (выделяются постсинаптической мембраной и воздействуют на пресинаптическую). Кроме того, эндоканнабиноиды являются липофильными молекулами, которые не растворяются в воде. Они не хранятся в пузырьках, а существуют в качестве неотъемлемой компоненты мембранного бислоя, который входит в состав клетки. Предположительно, они синтезируются «по требованию», а не хранятся для дальнейшего использования.
- N-ацетиласпартилглутамат (NAAG) — является третьим по распространённости нейромедиатором в нервной системе млекопитающих. Имеет все характерные свойства нейромедиаторов: концентрируется в нейронах и синаптических пузырьках, выделяется из аксональных окончаний под воздействием кальция после инициации потенциала действия, подлежит внеклеточному гидролизу пептидазами. Действует как агонист II группы метаботропных глутаматных рецепторов, в особенности рецептора mGluR3, и расщепляется в синаптической щели NAAG-пептидазами (GCPII, GCPIII) на исходные вещества: NAA и глутамат.
- Кроме того, нейромедиаторная (или нейромодуляторная) роль показана для некоторых производных жирных кислот (эйкозаноидов и арахидоновой кислоты), некоторых пуринов и пиримидинов (например, аденина)[3].

## Действие
Нейромедиаторы являются, как и гормоны, первичными посредниками, но их высвобождение и механизм действия в химических синапсах значительно отличается от такового у гормонов. В пресинаптической клетке везикулы, содержащие нейромедиатор, высвобождают его локально в очень маленький объём синаптической щели. Высвобожденный нейромедиатор затем диффундирует через щель и связывается с рецепторами на постсинаптической мембране. Диффузия является медленным процессом, но пересечение такой короткой дистанции, которая разделяет пре- и постсинаптические мембраны (0,1 мкм или меньше), происходит достаточно быстро и позволяет осуществлять быструю передачу сигнала между нейронами или между нейроном и мышцей. Затем нейромедиаторы инактивируются. Существуют два способа инактивации нейромедиаторов — дезаминирование и метилирование.